# Guarianthe guatemalensis
Guarianthe guatemalensis là một loài thực vật có hoa trong họ Lan. Loài này được (T.Moore) W.E.Higgins mô tả khoa học đầu tiên năm 2004.